# Michaił Abramczuk
Michaił Abramczuk (ur. 15 listopada 1992) – białoruski lekkoatleta specjalizujący się w pchnięciu kulą.
W 2011 odpadł w eliminacjach mistrzostw Europy juniorów, a dwa lata później zdobył brązowy medal podczas mistrzostw Europy młodzieżowców. W 2017 był ósmy na halowym czempionacie Starego Kontynentu.
Medalista mistrzostw Białorusi oraz reprezentant kraju w pucharze Europy w rzutach.
Rekordy życiowe: stadion – 20,16 (31 maja 2017, Brześć); hala – 20,18 (28 stycznia 2016, Mińsk).

## Osiągnięcia
| Rok  | Impreza                        | Miejsce    | Konkurencja    | Lokata               | Wynik         |
| ---- | ------------------------------ | ---------- | -------------- | -------------------- | ------------- |
| 2011 | Zimowy puchar Europy w rzutach | Bar        | pchnięcie kulą | 6. miejsce           | 17,80         |
| 2011 | Mistrzostwa Europy juniorów    | Tallinn    | pchnięcie kulą | el. – 19. miejsce    | 17,57 (6 kg.) |
| 2013 | Młodzieżowe mistrzostwa Europy | Tampere    | pchnięcie kulą | 3. miejsce           | 19,42         |
| 2015 | Uniwersjada                    | Gwangju    | pchnięcie kulą | 4. miejsce           | 19,48         |
| 2016 | Puchar Europy w rzutach        | Arad       | pchnięcie kulą | 5. miejsce           | 19,32         |
| 2017 | Halowe mistrzostwa Europy      | Belgrad    | pchnięcie kulą | 8. miejsce           | 19,38         |
| 2017 | Puchar Europy w rzutach        | Las Palmas | pchnięcie kulą | 1. miejsce (grupa B) | 19,85         |
| 2017 | Puchar Europy w rzutach        | Las Palmas | rzut dyskiem   | 9. miejsce (grupa B) | 46,56         |